# 嫩比
嫩比（西班牙語：Ñemby）是巴拉圭的城市，由中央省負責管轄，距離首都亞松森約20公里，始建於1899年8月2日，面積40平方公里，海拔高度64米，2010年人口160,208，人口密度每平方公里4,005人。

## 外部連結
- World Gazeteer: Paraguay – World-Gazetteer.com